# Liolaemus qalaywa
Liolaemus qalaywa — вид ігуаноподібних ящірок родини Liolaemidae. Ендемік Перу.

## Назва
Видова назва L. qalaywa походить від слова мовою кечуа, яким позначають ящірок роду Liolaemus.

## Поширення
Liolaemus qalaywa відомі з типової місцевості, розташованої в Перуанських Андах на території району Чалхуауачо в провінції Котабамбас в регіоні Апурімак на півдні країни, на висоті 3740 м над рівнем моря.